# Sloshsat-FLEVO
Sloshsat-FLEVO is een in Nederland ontwikkelde kunstmatige satelliet voor onderzoek naar vloeistofdynamiek in gewichtloze toestand. Slosh (Engels: klotsen) verwijst naar het type onderzoek en FLEVO is de afkorting van Facility for Liquid Experimentation and Verification in Orbit en is tevens een verwijzing naar Flevoland, de provincie waar Sloshsat gebouwd is in de vestiging van het Nederlands Lucht- en Ruimtevaartcentrum (NLR). Het ruimtevaartuig heeft de vorm van een kubus met een hoogte van 90 cm en een lanceermassa van 129 kg. Aan de buitenkant zijn zonnepanelen bevestigd voor de energievoorziening.

## Lancering
De Sloshsat-FLEVO is ontstaan uit een samenwerkingsverband tussen de ESA en het Nederlandse instituut voor vliegtuigontwikkeling en ruimtevaart NIVR in opdracht van het Nederlands Lucht- en Ruimtevaartcentrum. Oorspronkelijk zou Sloshsat vanuit de Space Shuttle gelanceerd worden vanaf een zogenaamd "Hitchiker-pallet". Maar het ongeluk met de shuttle Columbia in 2003 gooide roet in het eten. Gelukkig bood het samenwerkingsverband met ESA een oplossing en werd besloten Sloshsat-FLEVO gratis als experimentele vracht mee te nemen op de tweede kwalificatievlucht van de Ariane 5 ECA. Op 12 februari 2005 is de onderzoekskunstmaan uiteindelijk gelanceerd vanaf de Centre Spatial Guyanais lanceerbasis bij Kourou (Frans-Guyana). De oorspronkelijke lancering stond op 11 februari gepland, maar na problemen volgde een dag uitstel. De satelliet zal opereren vanuit een geostationaire baan (GTO).
- GTO: de Ariane 5 leverde Sloshsat af in een sterk elliptische baan waarvan het laagste punt op ruim 200 km hoogte ligt en het hoogste punt op het niveau van de geostationaire baan, oftewel 35.785 km hoogte.

## Onderzoek
Sloshsat-FLEVO is de eerste kunstmaan die geheel gewijd is aan vloeistofonderzoek in de ruimte. Aan boord bevindt zich onder andere een kunststof tank van 87 liter die gevuld is met 36 liter gedemineraliseerd water. Aan de tank zijn 270 sensoren bevestigd waarmee temperatuur, druk en viscositeit gemeten worden. Verspreid over een periode van  veertien dagen zullen meerdere experimenten worden uitgevoerd, waarvan de resultaten naar grondstations in Kourou en Duitsland worden gestuurd. Een standregelingssysteem met twaalf stuurraketjes, aangedreven door stikstofgas, wordt gebruikt om het water in de tank aan het klotsen te brengen. Als gevolg hiervan begint de satelliet in willekeurige richtingen te tuimelen. Datzelfde standregelingssysteem wordt vervolgens weer gebruikt om de satelliet weer te stabiliseren. Met behulp van de resultaten van de experimenten zullen door de Rijksuniversiteit Groningen bestaande computersimulaties worden geverifieerd en mogelijk worden verbeterd. Na afloop van de experimenten en het opraken van de gasvoorraad van het standregelingssysteem zal de kunstmaan langzaam afdalen en uiteindelijk verbranden in de atmosfeer.